# Wang Tao
Pour les articles homonymes, voir Wang (patronyme).
Dans ce nom chinois, le nom de famille, Wang, précède le nom personnel Tao.
Wang Tao (né le 13 décembre 1967 à Pékin) est un joueur de tennis de table chinois. Par sept fois, il a gagné l'or au cours de championnats du monde et une fois au cours des Jeux olympiques. Il est élu au Temple de la renommée du tennis de table en 2003.

## Famille
Wang Tao vient d'une famille d'artistes. Son père était musicien populaire, sa mère chanteuse d'opéra, son frère aîné est musicien et son cadet travaille au cirque comme dompteur. 
Depuis le 1er juin 1993, Wang Tao est marié à Guanhua.

## Carrière
C'est à l'âge de sept ans que Wang Tao a commencé à pratiquer le pingpong. Deux ans plus tard, il a intégré un internat pour sportifs où il a pu continuer à développer ses possibilités sous la direction d'entraîneurs expérimentés. À partir de son douzième anniversaire, il a travaillé en professionnel. En 1987, il a gagné le championnat national de Chine en individuel et en équipe, à la suite de quoi ce gaucher fit partie des cadres de l'équipe nationale.

## Succès internationaux
Lors de championnats du monde, il gagna le titre en double à deux reprises : au championnat du monde de tennis de table de 1993 et à celui de 1995, chaque fois avec Lü Lin. En mixte avec Liu Wei, il fut trois fois champion du monde, en 1991, 1993 et 1995. S'ajoutent à cela, en 1995 et au championnat du monde de tennis de table de 1997 des titres avec l'équipe de Chine. En 1991, il remporta l'argent en double et en 1993 en équipe.
À deux reprises, il a été sélectionné pour les Jeux olympiques. Aux Jeux olympiques d'été de 1992, il a atteint en individuel les quarts de finale; en double avec Lü Lin, il fut champion olympique. Aux Jeux olympiques d'été de 1996, il a remporté l'argent en individuel et en double (avec Lü Lin).
Grâce à ses succès, il a été élu en 1993 en Chine "sportif de l'année".

## Bundesliga (Ligue fédérale)
En 1993, Wang Tao fut transféré vers la ligue fédérale allemande de pingpong au TTC Jülich et en 1996 au TTC Zugbrücke Grenzau. En 1997, il quitta l'Allemagne pour Osaka (au Japon). Plus tard, à partir de 2003, il joua pour le SV Plüderhausen.